# ترومیوگان
ترومیوگان (به لاتین: Tromyogan) یک رود در روسیه است که در ناحیه خودگردان خانتی-مانسی واقع شده‌است.